# Conjura de Amboise
La conjura de Amboise (marzo de 1560) fue un frustrado intento de secuestro llevado a cabo por los protestantes para apoderarse del rey Francisco II de Francia y liberarlo de la tutela de los Guisa. Se trató del primer episodio sangriento y trágico de las Guerras de Religión de Francia, y preludio del terrible conflicto que se desarrollará en Francia entre 1562 y 1598.

## El contexto

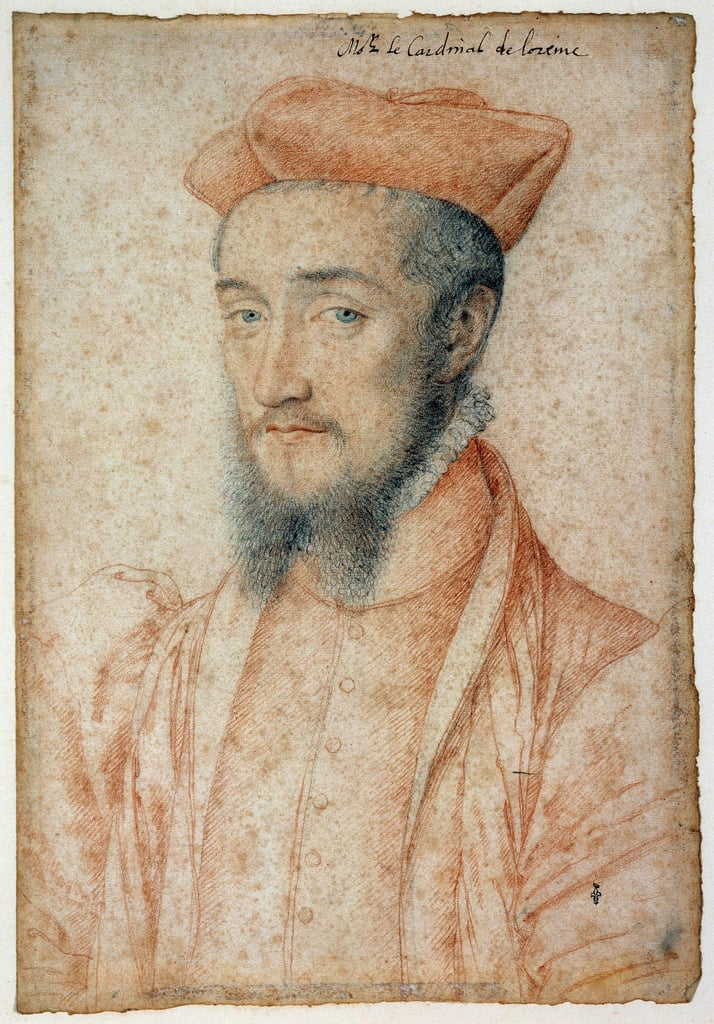
El Cardenal de Lorena (1550).

Tras la trágica muerte de Enrique II de Francia en 1559, los protestantes están más convencidos que nunca de que en el futuro les irá bien y de que podrán obtener la emancipación. Esperan del nuevo rey, el joven Francisco II, un movimiento en su favor. Sin embargo, el rey confía el gobierno a los Guisa, garantes en Francia de la religión católica y partidarios de una política intolerante hacia los reformadores. 
El duque Francisco de Guisa y el cardenal de Lorena, tíos de la joven reina María Estuardo, tienen un gran ascendente sobre el rey por influencia de ésta. Dirigen los aspectos más relevantes de la política real y se creen con el derecho de reprimir el protestantismo en nombre del rey y del respeto al orden establecido. Diversos protestantes intrépidos decidieron desde ese momento separar al rey de su influencia y empiezan a organizar un complot para raptar al rey y a su familia, entre ellos a la reina madre, Catalina de Médicis.

## La preparación del complot
El jefe de la conjura es Jean du Barry, Señor de La Renaudie, noble del Périgord. Reúne a otros nobles llegados de toda Francia, como Carlos de Castelnau-Tursan, Bouchard de Aubeterre, Juan d'Aubigné (padre de Agrippa d'Aubigné), Ardoin de Porcelet y Paulon de Mauvans (originario de Provenza). También cuentan con la complicidad de algunos comerciantes de las ciudades de Orleans, Tours y Lyon.
El complot parece estar dirigido y avalado por el príncipe de Condé, Luis de Borbón, y su hermano Antonio de Borbón. El almirante de Coligny, nuevo jefe de los hugonotes, rechaza esta vía violenta e impide que parte de la nobleza protestante de Normandía se asocie al complot.

## El fracaso de la conjura

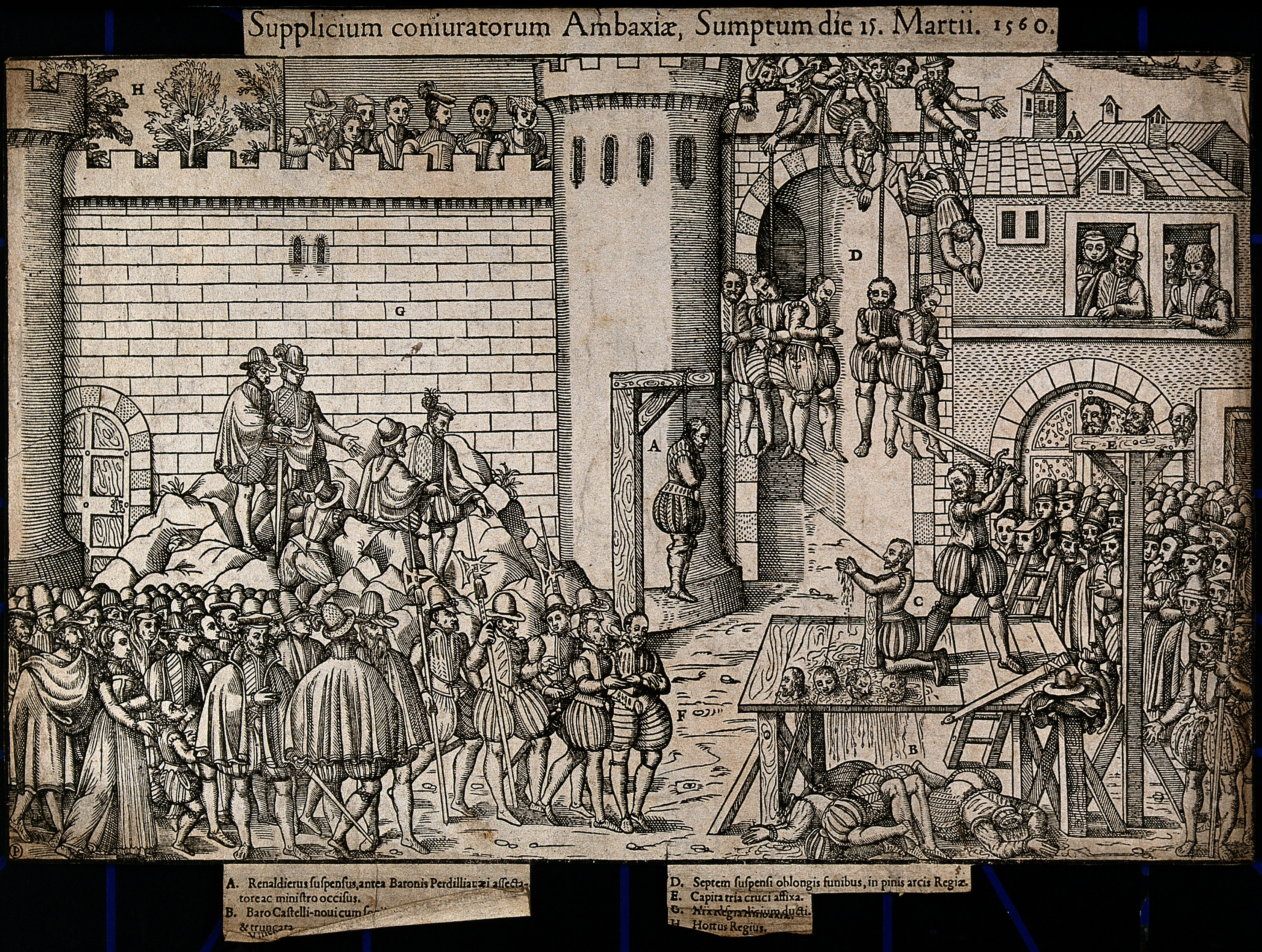
Ejecución de los conjurados.

El 1 de febrero de 1560, los conjurados se reúnen en Nantes para trazar un plan. Unos días más tarde, el 12 de febrero, un abogado parisino, Pierre des Avenelle, avisa a los Guisa. El 22 de febrero, deciden trasladar a Francisco II y a la corte desde el Castillo de Blois al Castillo de Amboise, mucho mejor protegido. Se cambia la guardia y se refuerzan las defensas. Los Guisa están dispuestos a enfrentarse a lo que sea. 
Los conjurados, que habían preparado su acción para el 1 de marzo de 1560, la postergan al 16 de marzo. Gracias a cómplices en el propio castillo, algunos de los conjurados que llegaban antes debían preparar la llegada del grueso de las tropas protestantes. Pero los Guisa lanzan a sus caballeros a registrar las cercanías de Amboise y detienen a los primeros conjurados el 10 de marzo. Hasta el 16 de marzo se multiplican las detenciones. A partir del 17 de marzo empiezan las ejecuciones: la mayor parte de los conjurados son ahorcados en las propias balaustradas del castillo, otros son echados al Loira o masacrados por las turbas. El 19 de marzo, se captura a La Renaudie. Es descuartizado y las partes de su cuerpo expuestas a las puertas de la ciudad. El príncipe de Condé es puesto bajo arresto, pero se le libera algunas semanas más tarde. Tras esa terrible represión, los reyes de Francia no volverán a alojarse en Amboise. Los infantes de Francia seguirán recibiendo allí su educación. 
Durante el verano de 1560, el príncipe de Condé prepara una segunda conspiración, pero no tiene consecuencias al ser nuevamente detenido el príncipe. 
- Datos: Q688957
- Multimedia: Conjuration d'Amboise / Q688957